# Брентвуд (Пенсільванія)
Брентвуд (англ. Brentwood) — місто (англ. borough) в США, в окрузі Аллегені штату Пенсільванія. Населення — 10 082 особи (2020).

## Географія
Брентвуд розташований за координатами 40°22′24″ пн. ш. 79°58′33″ зх. д. / 40.37333° пн. ш. 79.97583° зх. д. (40.373369, -79.975788).  За даними Бюро перепису населення США в 2010 році місто мало площу 3,75 км², уся площа — суходіл.

## Демографія
Згідно з переписом 2010 року, у селищі мешкали 9643 особи в 4379 домогосподарствах у складі 2464 родин. Густота населення становила 2572 особи/км².  Було 4792 помешкання (1278/км²).
Расовий склад населення:
| - 95,2 % — білих - 2,0 % — чорних або афроамериканців - 0,8 % — азіатів - 0,2 % — корінних американців |

До двох чи більше рас належало 1,3 %. Частка іспаномовних становила 1,8 % від усіх жителів.
За віковим діапазоном населення розподілялося таким чином: 20,1 % — особи молодші 18 років, 65,8 % — особи у віці 18—64 років, 14,1 % — особи у віці 65 років та старші. Медіана віку мешканця становила 39,4 року. На 100 осіб жіночої статі у селищі припадало 95,7 чоловіків;  на 100 жінок у віці від 18 років та старших — 92,9 чоловіків також старших 18 років.
Середній дохід на одне домашнє господарство  становив 59 385 доларів США (медіана — 51 685), а середній дохід на одну сім'ю — 73 584 долари (медіана — 69 432). Медіана доходів становила 45 553 долари для чоловіків та 37 038 доларів для жінок. За межею бідності перебувало 8,3 % осіб, у тому числі 11,6 % дітей у віці до 18 років та 2,0 % осіб у віці 65 років та старших.
Цивільне працевлаштоване населення становило 5043 особи. Основні галузі зайнятості: освіта, охорона здоров'я та соціальна допомога — 21,3 %, роздрібна торгівля — 13,1 %, науковці, спеціалісти, менеджери — 12,8 %.